# Zbica

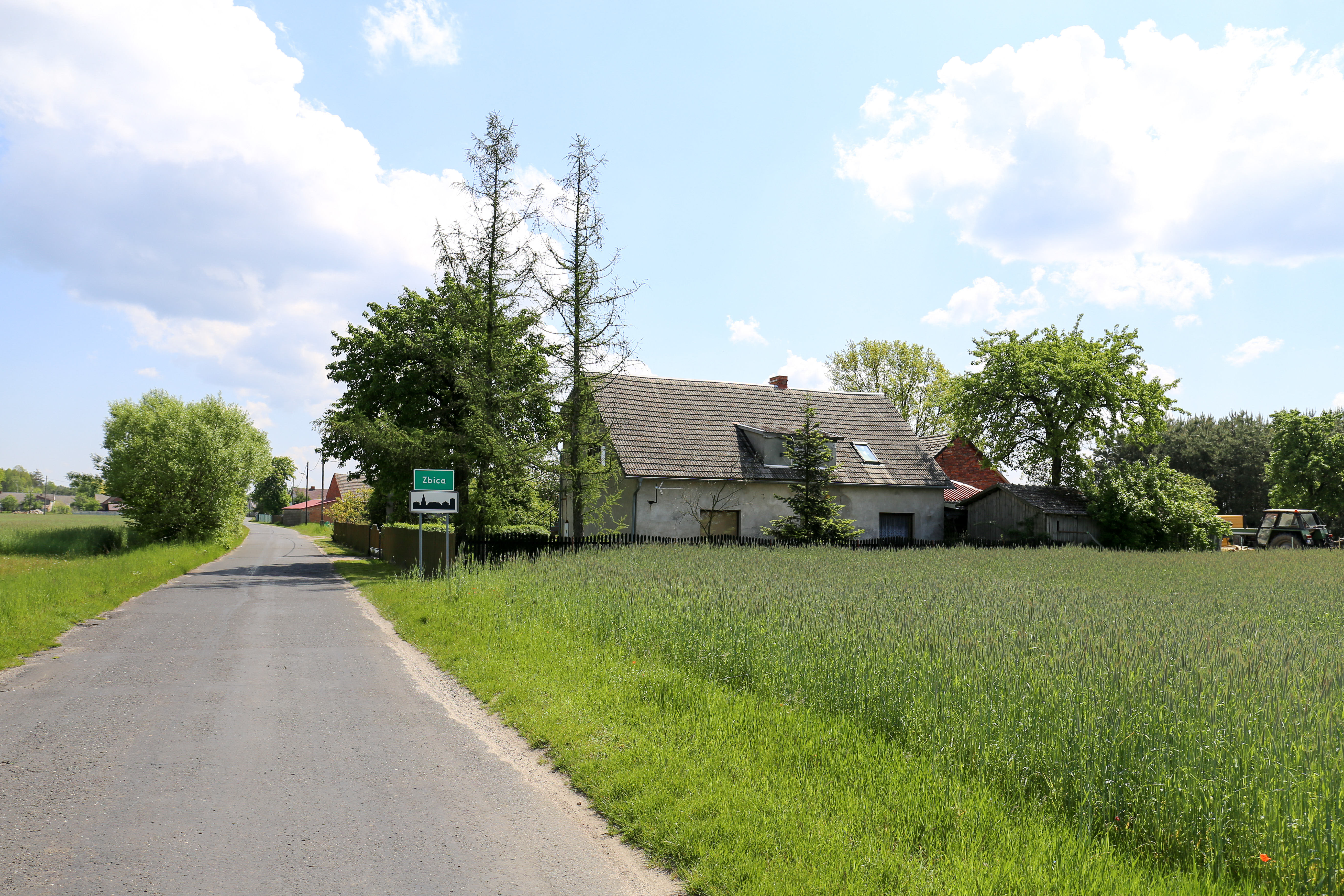
Zbica

Zbica (deutsch Sbitze) ist eine Ortschaft in Niederschlesien. Der Ort liegt in der Gmina Świerczów im Powiat Namysłowski in der Woiwodschaft Opole in Polen.

## Geographie

### Geographische Lage
Das Straßendorf Zbica liegt acht Kilometer südlich des Gemeindesitzes Świerczów (Schwirz), 24 Kilometer südöstlich der Kreisstadt Namysłów (Namslau) sowie 41 Kilometer nördlich der Woiwodschaftshauptstadt Opole (Oppeln). Zbica liegt an der Grenze zur historischen Region Oberschlesien.
Der Ort liegt in der Nizina Śląska (Schlesische Tiefebene) innerhalb der Równina Oleśnicka (Oelser Ebene). Der Ort liegt im Landschaftsschutzgebiet Stobrawski Park Krajobrazowy. Zbica liegt am rechten Ufer des Stobers, einem rechten Zufluss der Oder.

### Ortsteile
Ortsteil von Zbica ist der Weiler Wołcz (Wolz).

### Nachbarorte
Nachbarorte von Zbica sind im Westen Kuźnica Dąbrowska (Hammer) und im Süden Fałkowice (Falkowitz).

## Geschichte
Sbitze war bis 1945 ein Ortsteil von Dammer. 1939 wurde der Ortsname in Granitz geändert.
Infolge des Zweiten Weltkriegs kam der Ort a945 an Polen, wurde in Zbica umbenannt und der Woiwodschaft Schlesien angeschlossen. 1950 wurde Zbica der Woiwodschaft Opole zugeteilt. 1999 wurde es Teil des wiedergegründeten Powiat Namysłowski.